# نهر بارانا

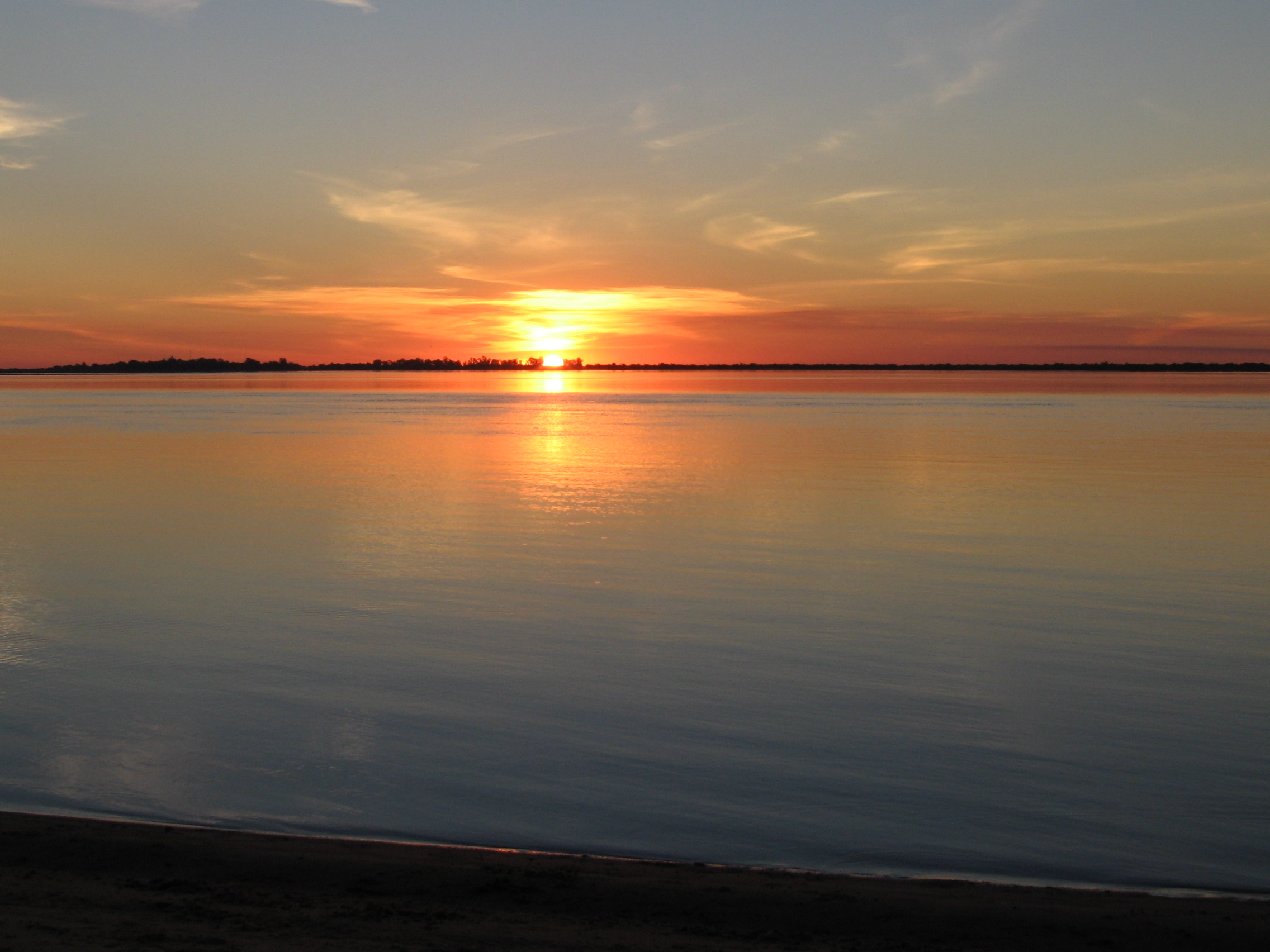
نهر بارنا.

نهر بَرانة أو(نقحرة: بارانا) (بالإسبانية: Río Paraná)‏ (بالبرتغالية:Rio Paraná) هو نهر كبير في أمريكا الجنوبية يمتد في جنوب البرازيل من وباراجواي والأرجنتين. طوله 4498 كم ينبع في البرازيل من نهري بارانيبا وريو جراندي ويصب في ريو دي لابلاتا في المحيط الأطلسي عبر مصب يطلق عليه نهر بلاتا (ريو دي لابلاتا) و تمر سفن المحيط عبر المصب حتى بَرانة إلى أن تصل إلى روساريو في الأرجنتين على بعد 640 من المحيط الأطلسي ويعتبر نهر باراغواي الرافد الرئيسي لنهر بَرانة.

## معرض صور

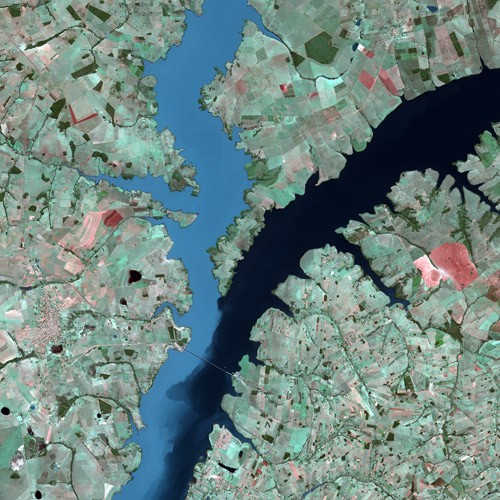
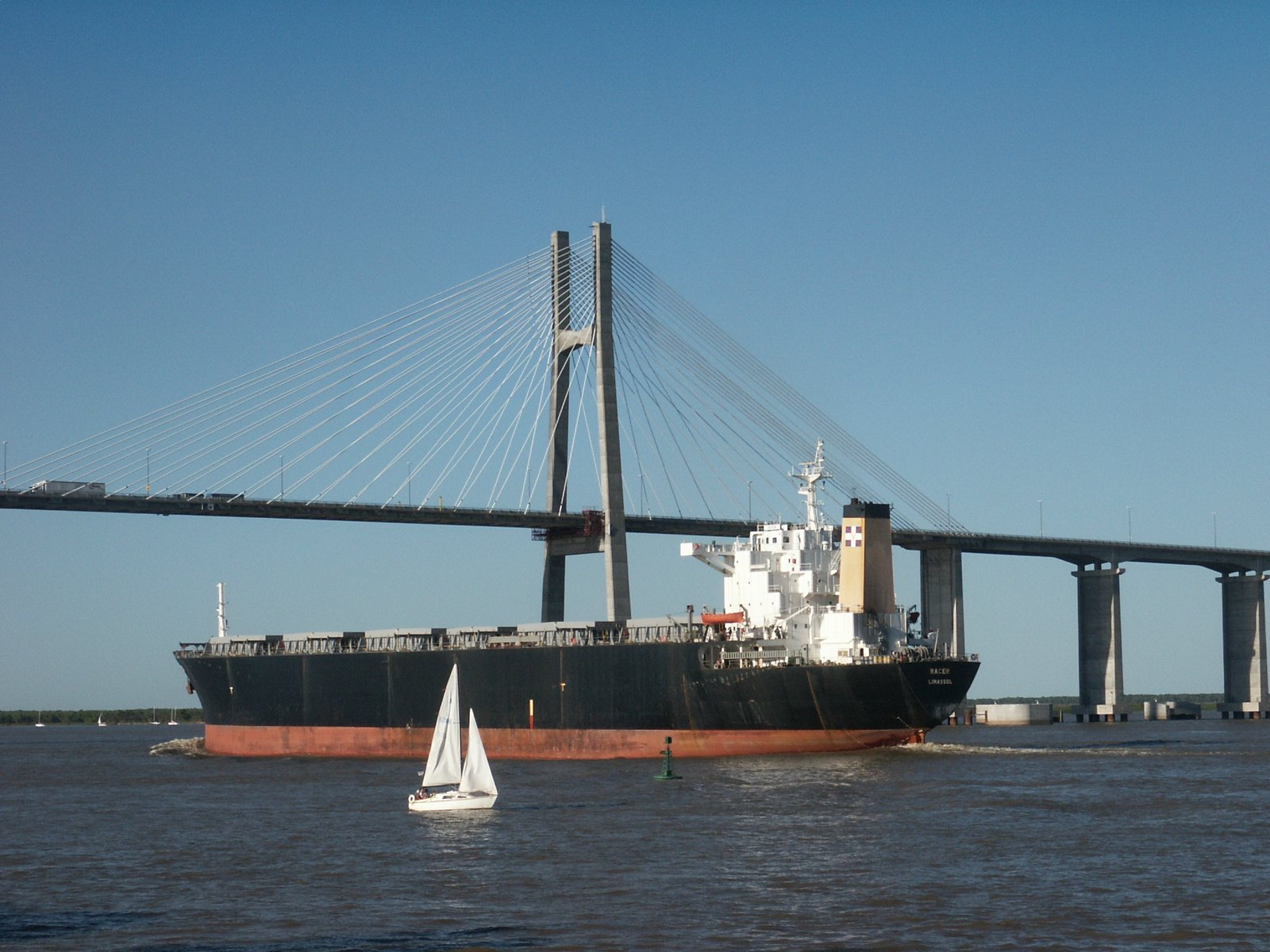
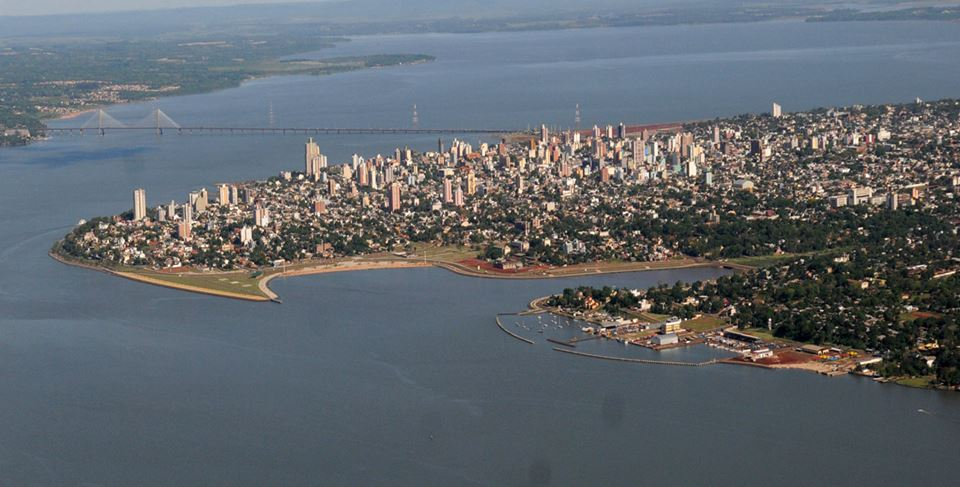
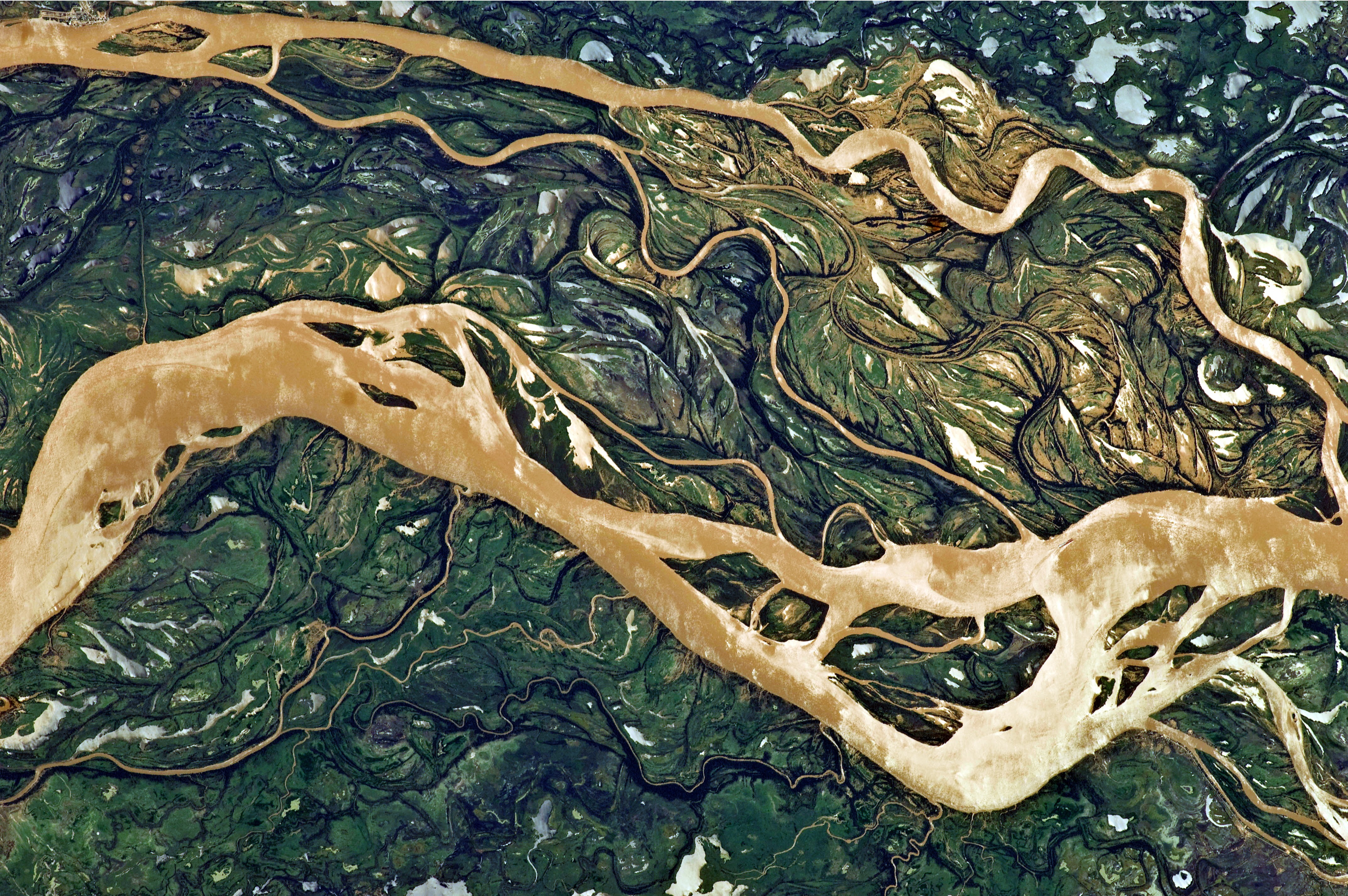
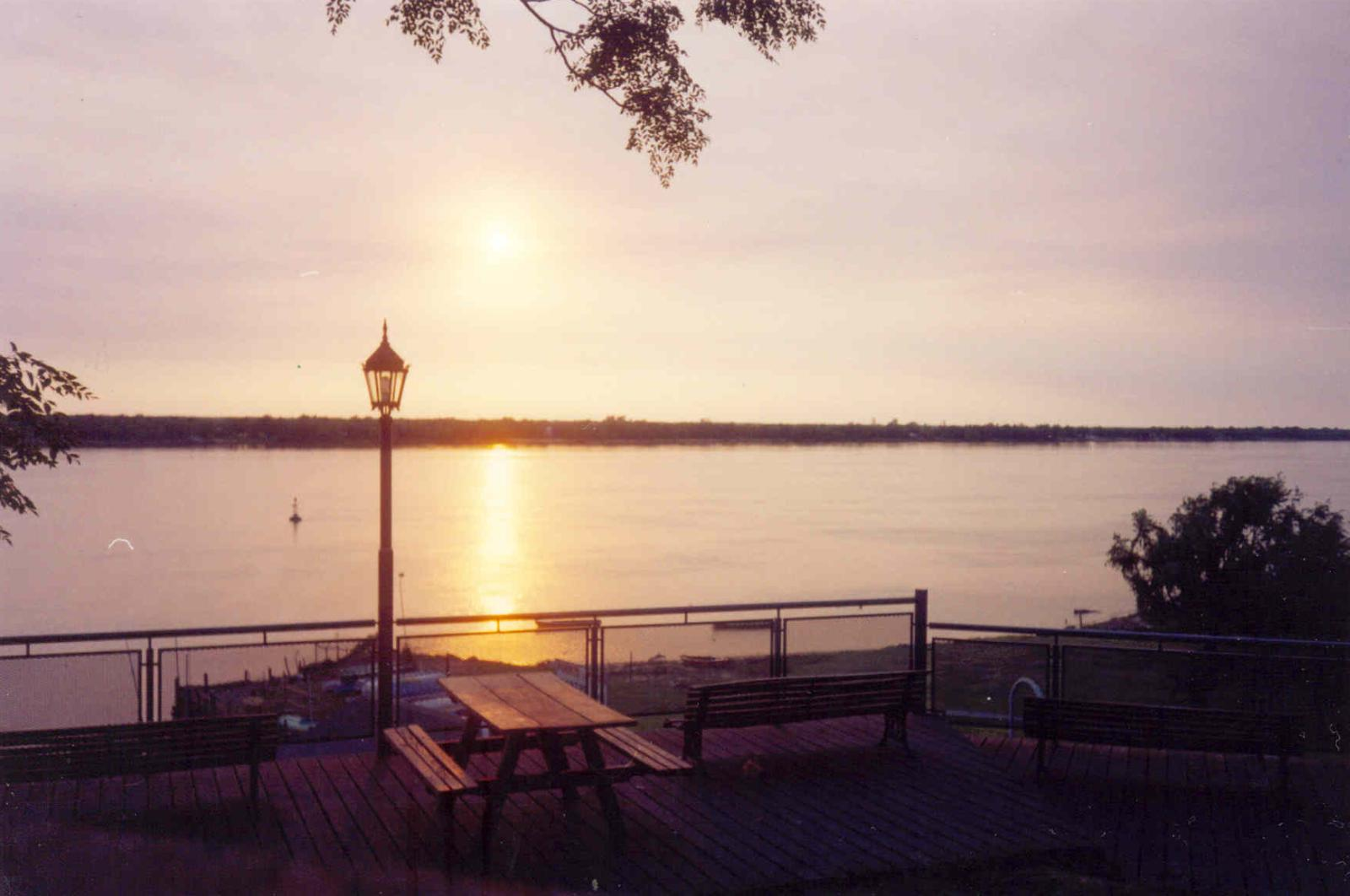

## أعلام
- برونو ماوريسيو دي زابالا